# Tú volverás
«Tú volverás» es una canción con la que Sergio y Estíbaliz, representaron a España en el Festival de la Canción de Eurovisión de 1975.

## En el Festival
Fue interpretada en decimoséptima posición, después de Madrugada, de Duarte Mendes por Portugal y antes de Jennie, Jennie de Lasse Berghagen por Suecia.
La canción quedó en décima posición de 19 participantes, habiendo recibido 53 puntos con la siguiente distribución:
- 8 puntos: Finlandia.
- 7 puntos: Irlanda.
- 6 puntos: Italia.
- 5 puntos: Alemania y Suiza.
- 4 puntos: Yugoslavia, Bélgica, Israel y Mónaco.
- 3 puntos: Noruega y Turquía.

## Versiones
Sergio y Estíbaliz grabaron la canción en lengua inglesa bajo el título de Love Come Home.
Los intérpretes originales fueron parodiados en este tema por el dúo humorístico Martes y Trece en el programa especial de TVE  Aver, a ver emitido en 1992.